# William S. West
William S. West (Buena Vista, 1849. augusztus 23. – Valdosta, 1914. december 22.) az Amerikai Egyesült Államok szenátora (Georgia, 1914).